# 倪宽赞
《倪宽赞》，又作《兒宽赞》，卷縱長24.6公分，寬170.1公分，现藏國立故宮博物院。歷代多認為是褚遂良晚年作品，惟近代學者以其文中之避諱用字習慣，與唐代情況不類，且用筆亦與褚書有所出入，結構較似歐體，認為是宋代臨寫。
《石渠宝笈》载：帖高七寸七分，横五尺二寸七分，字共五十行，满行七字。 卷后有赵孟坚、邓文原、柳贯、杨士奇、钱溥等人跋记。赵氏跋称：“容夷婉畅，如得道之士，世尘不能一毫婴之。”胡广说：“观《倪宽赞》笔势翩翩，神爽超越，大胜家侄帖诸刻，诚可为希世之玩也。”吴宽说：“书家谓作真字能寓篆隶法则高古，今观褚公所书《倪宽赞》益信。”